# Тіто Васкес
Тіто Васкес (ісп. Tito Vázquez; нар. 1 січня 1949) — колишній аргентинський тенісист.
Здобув 2 парні титули.
Найвищим досягненням на турнірах Великого шолома був чвертьфінал в парному розряді.

## Фінали Гран-прі за кар'єру

### Парний розряд: 4 (2–2)
| Результат | W/L | Рік  | Турнір                  | Покриття | Партнер               | Суперники                      | Рахунок            |
| --------- | --- | ---- | ----------------------- | -------- | --------------------- | ------------------------------ | ------------------ |
| Поразка   | 0–1 | 1973 | Джексон, США            | Тверде   | Хайме Пінто Браво     | Зан Геррі Фрю Макміллан        | 2–6, 4–6           |
| Поразка   | 0–2 | 1973 | Кіцбюель, Австрія       | Ґрунт    | Жозе Едісон Мандаріно | Джим Макманус Рауль Рамірес    | 2–6, 2–6, 3–6      |
| Перемога  | 1–2 | 1974 | Гілверсум, Нідерланди   | Ґрунт    | Гільєрмо Вілас        | Літо Альварес Хуліан Гансабаль | 6–2, 3–6, 6–1, 6–2 |
| Перемога  | 2–2 | 1976 | Буенос-Айрес, Аргентина | Ґрунт    | Карлус Кірмайр        | Рікардо Кано Белус Прахокс     | 6–4, 7–5           |